# Jaume Ortí i Ripollès
Jaume Ortí i Ripollès   (Terrassa, 13 de maig de 1918 - Terrassa, 23 d'agost de 1999) fou un futbolista català de la dècada de 1940.
Jugava a la posició d'extrem dret.
Va ser jugador del Terrassa FC des de 1940, amb el qual arribà a jugar a segona divisió la temporada 1942-43. L'any 1944 fitxà pel RCD Espanyol, on jugà dues temporades a primera divisió. També jugà a l'equip filial de l'Espanyol. Posteriorment retornà al Terrassa FC i jugà a l'EC Granollers.
Va ser entrenador del CD Talleres Agut (1951-57).